# Бойко, Борис Борисович
Бори́с Бори́сович Бо́йко (бел. Барыс Барысавіч Бо́йка, 6 августа 1923, Горецкий уезд, Смоленская губерния — 29 августа 1999, Минск) — советский и белорусский физик, академик Национальной академии наук Беларуси (1974; член-корреспондент с 1969), доктор физико-математических наук (1965), профессор (1976). Заслуженный деятель науки БССР (1978).

## Биография
Бойко родился 6 августа 1923 года в деревне Ходоровка (ныне в составе Овсянковского сельского совета, Горецкий район Могилёвской области Белоруссии) в семье преподавателя Белорусской академии сельского и лесного хозяйства Бориса Семёновича Бойко. 
В ряды Рабоче-крестьянской Красной армии призван 30.06.1941 года. В 1941 году он окончил среднюю специальную школу ВВС в Минске, а в 1944 году — Батайскую школу истребительной авиации. Служил в 4-м запасном истребительном авиационном полку Харьковского военного округа. С 4 июля 1946 года старший лейтенант Б. Б. Бойко в запасе.
После увольнения из армии поступил на физико-математический факультет БГУ, который окончил в 1951 году и был направлен на работу в Физико-технический институт АН БССР. В 1958 году Бойко перешёл в Институт физики АН БССР. В 1963 году он представил на защиту кандидатскую диссертацию по теме «Поляризационно-оптические исследования процессов вязкого течения», результаты которой оказались столь значимы, что ему сразу была присуждена докторская степень. В 1968 году Бойко организовал в институте Лабораторию оптической электроники, а в 1975 году занял пост директора Института физики твёрдого тела и полупроводников АН Беларуси, который занимал до 1993 года. Впоследствии он являлся почётным директором этого учреждения.
Бойко подготовил 14 кандидатов и 1 доктора наук, являлся автором 15 изобретений и более 200 научных работ.

## Научная деятельность
Научные труды Бойко посвящены физической оптике, квантовой электронике, механике сплошных сред. В первых его работах рассматриваются процессы обработки металлов при высоких давлениях, их деформации. Им были разработаны основы (как экспериментальные, так и теоретические) нового поляризационно-оптического метода исследования процессов вязкого течения твердых тел, основанного на явлении вынужденной оптической анизотропии при механической деформации.
С 1963 Бойко переключился на разработку лазерной тематики. Ряд работ посвящены изучению эффектов отражения и преломления света на границе раздела двух сред, одна из которых является поглощающей, усиливающей или нелинейной. В частности, было предсказано явление усиления света при отражении от усиливающей среды, которое позднее было использовано для создания лазеров на отражении. Другой важный эффект, который был обнаружен, — это оптический гистерезис при отражении мощного излучения от положительно нелинейной среды, который может быть использован для управления лазерными пучками света. Работа по данному направлению была удостоена Государственной премии БССР за 1990.
Под руководством Бойко был создан ряд новых лазеров и оптических устройств: лазеры на рубине, лазеры на красителях с усилением при отражении, лазеры на гранатах и неодимовых стеклах с двумерным и трехмерным ходом лучей в активной среде; новые типы оптических резонаторов и модуляторов добротности, зеркал, поляризаторов и других устройств. В основу этих разработок лег глубокий анализ процессов, влияющих на эффективность работы лазера и характеристики лазерного излучения.
В отдельную группу можно выделить работы Бойко, связанные с изучением свойств вещества в сильных магнитных полях. В 1970 году впервые был создан управляемый магнитным полем частотный моноимпульсный рубиновый лазер, который был удостоен Золотой медали ВДНХ СССР. Впоследствии в экспериментах с использованием магнитных полей до миллиона эрстед было обнаружено влияние магнитного поля на квантовый выход люминесценции конденсированных сред (кристаллов рубина, редкоземельных антистоксовых люминофоров).

### Избранные труды
- Губкин С. И., Добровольский С. И., Бойко Б. Б. Фотопластичность. — Минск: Изд-во АН БССР, 1957.
- Бойко Б. Б., Петров Н. С. Отражение света от усиливающих и нелинейных сред. — Минск: Наука и техника, 1988.

## Награды
- орден Трудового Красного Знамени (1981)
- орден Отечественной войны I степени (1985)
- Государственная премия БССР (1990)